# Paul Fischer
Paul Gustav Fischer, född Poul 22 juli 1860, död 5 januari 1934, var en dansk konstnär. Han var bror till Johannes August Fischer.
Fischer ägnade sig främst åt genrebilder och affischkonst. Sina älsklingsmotiv hämtade han ur det köpenhamnska gatulivet. Som affischkonstnär var han nära besläktad med Henri Toulouse-Lautrec.

## Målningar

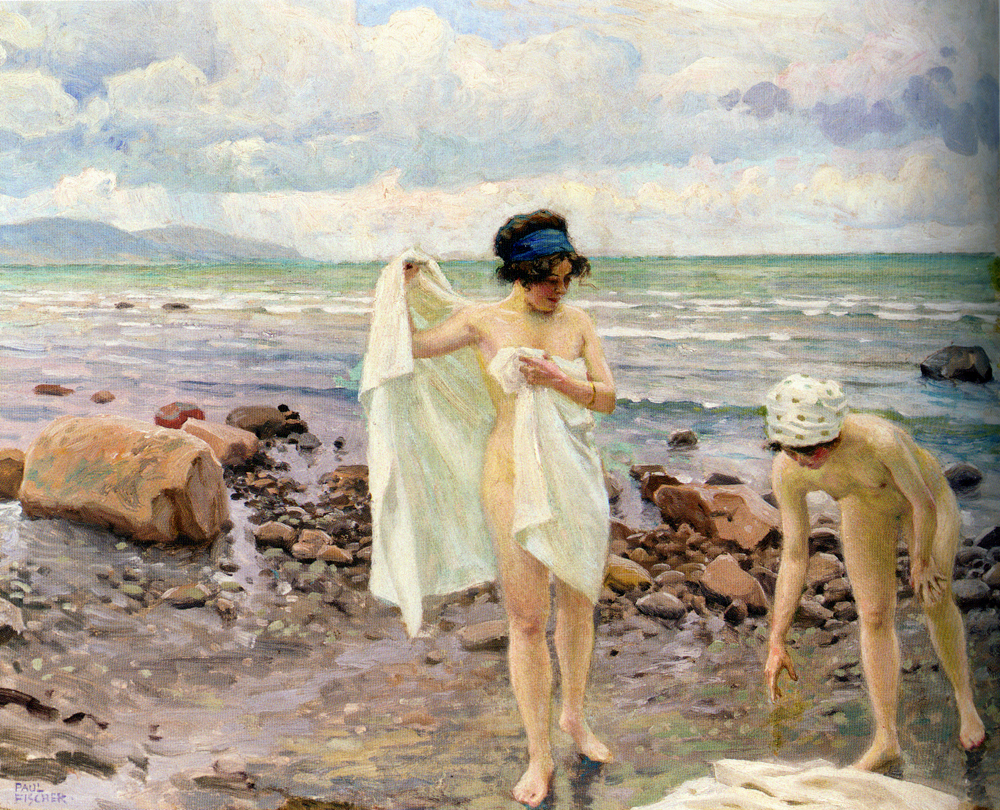
Badende Kvinder, 1916.
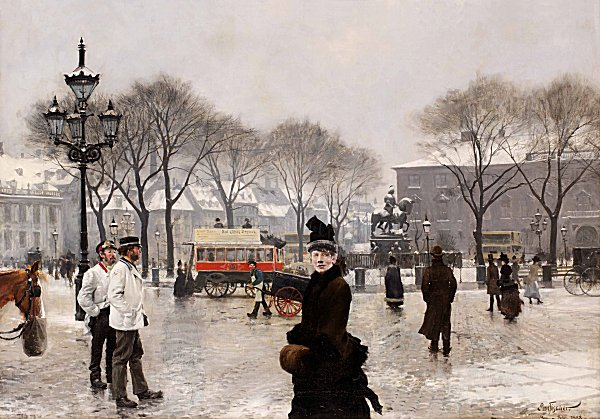
Kongens Nytorv set fra Hotel d'Angleterres Café. 1888.
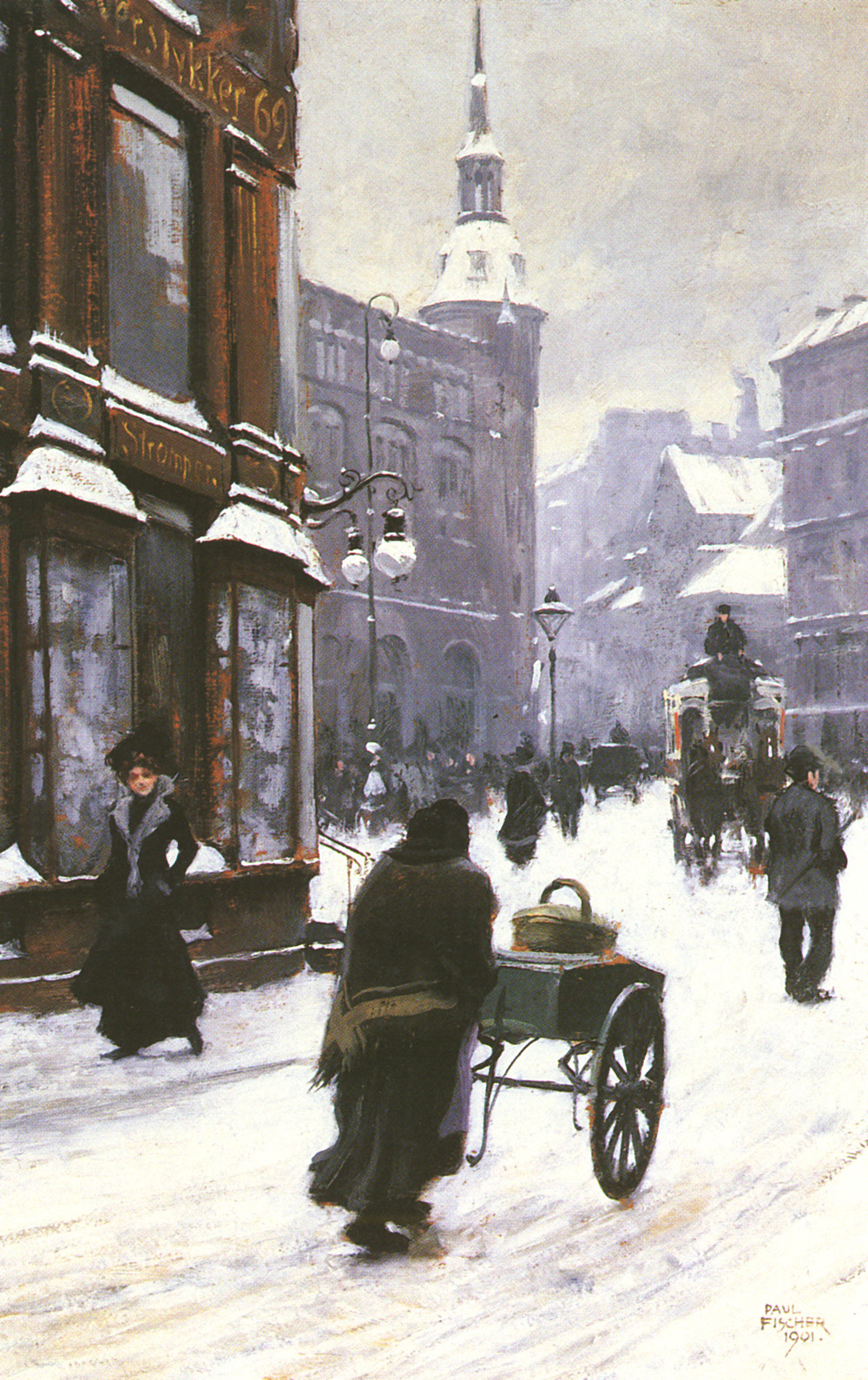
København 1901.
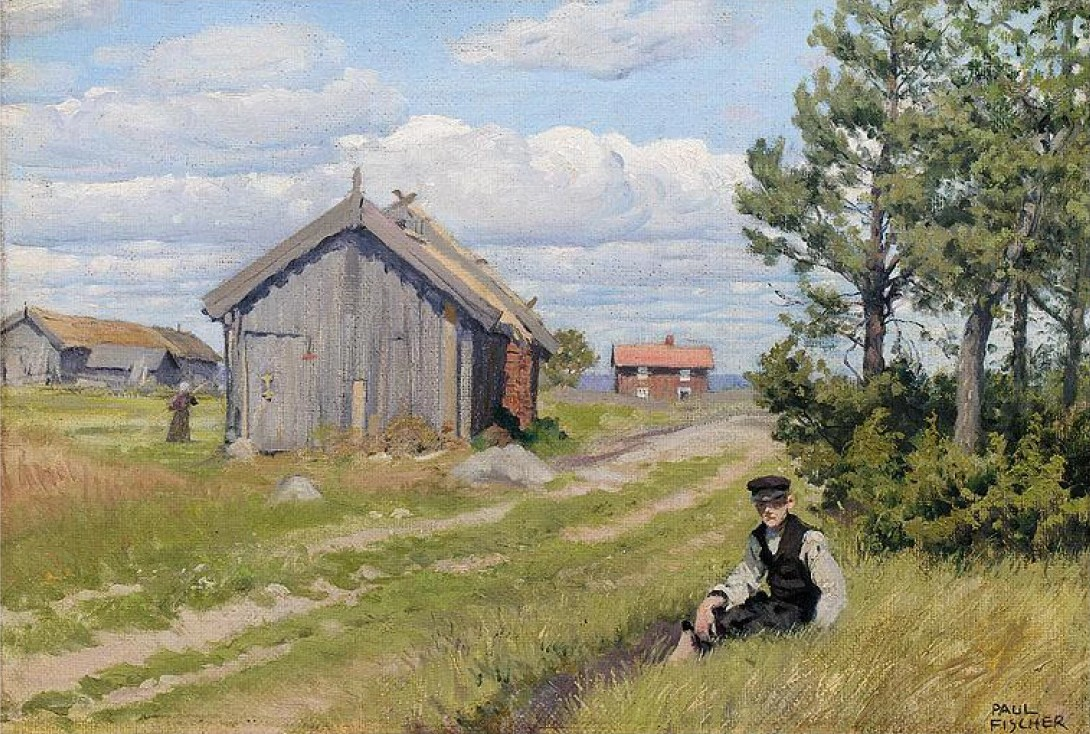
Landidyl, 1916.
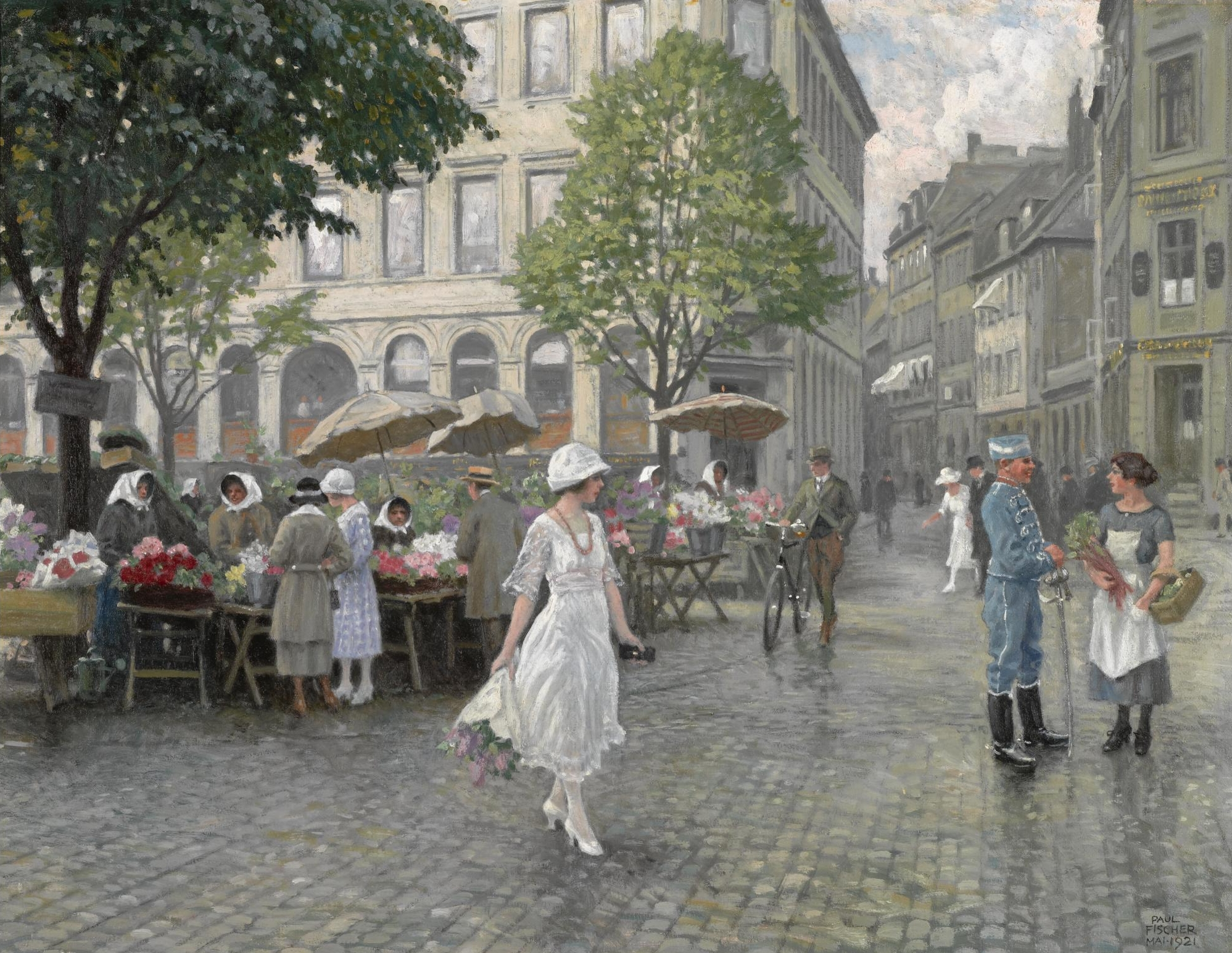
Højbro Plads i maj 1921.
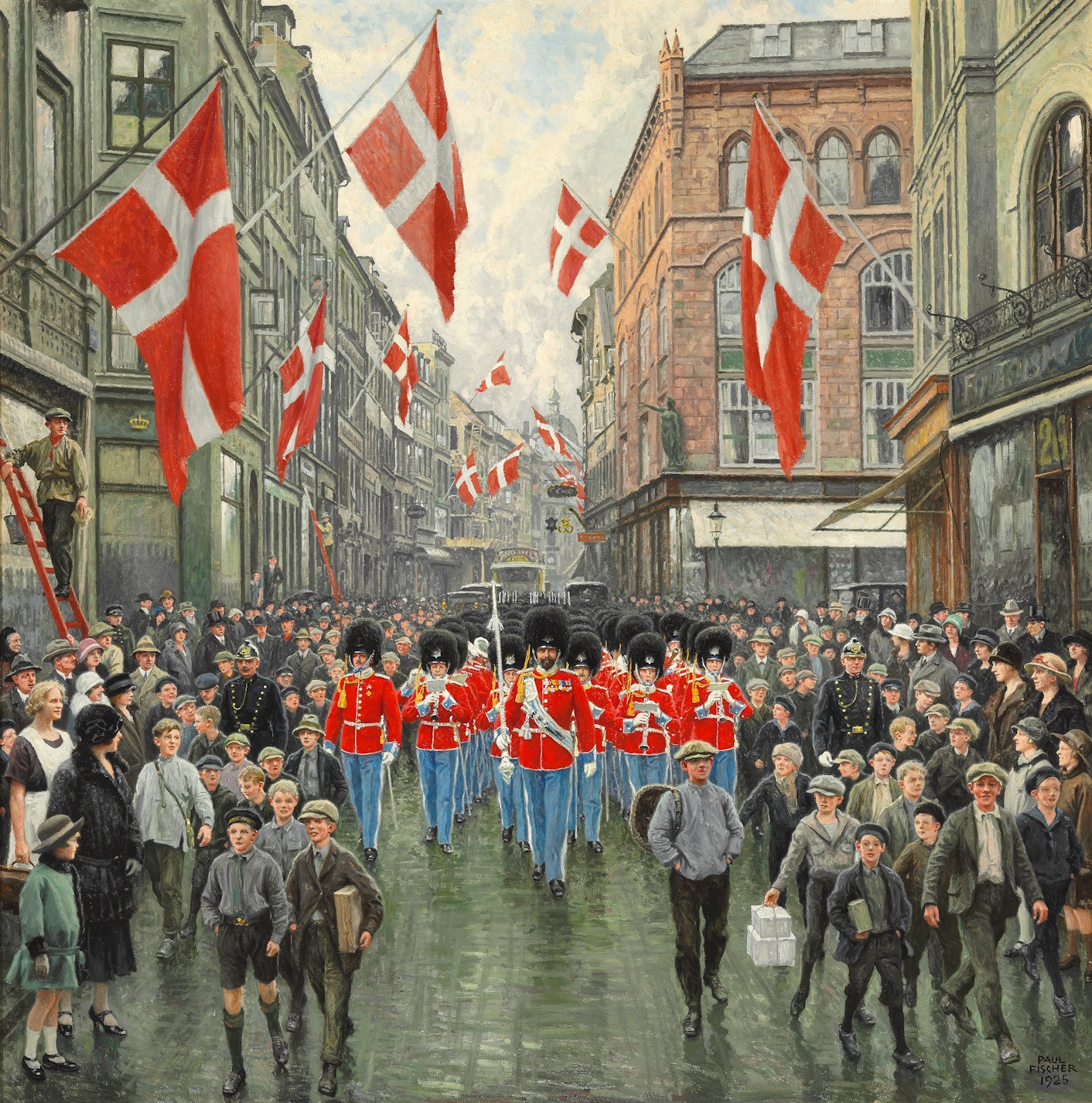
Kongens fødselsdag, 1925.